# Psaltoda plaga
Psaltoda plaga (лат.) — вид певчих цикад из семейства Cicadidae (Auchenorrhyncha).

## Распространение
Австралия: Квинсленд, Новый Южный Уэльс.

## Описание
Крупные певчие цикады буровато-чёрного цвета, однако окраска варьирует в зависимости от возраста и местности. Длина переднего крыла от 37 до 47 мм. Ассоциированы с деревьями, растущими около рек, околоводными и мангровыми растениями, в том числе, с такими как Melaleuca quinquenervia, Casuarina cunninghamiana, Angophora floribunda, Acer pseudoplatanus, Salix babylonica, Melaleuca decora и Casuarina glauca. Цикады чаще обнаруживаются сидящими на ветвях, чем на стволах.
Летают почти весь год, но главным образом, с декабря по март.
Цикада первые семь лет жизни живёт под землёй в состоянии нимфы, сосущей соки из корней растений. Затем личинка превращается в имаго и выходит на поверхность. Взрослые особи живут около одного месяца, спариваются и откладывают яйца.
В Квинсленде наблюдали массовый выход цикад в течение 10-15 дней в ноябре-декабре, с пиковой численностью до 300 цикад на одном дереве.
Название этой цикады «чёрный принц» (black prince) стало популярным и используется с 1923 года. Оно применяется для тёмной формы, а для светлой формы (оливковой и зелёной) используют имя silver knight.
Вид был впервые описан в 1850 году английским энтомологом Ф. Уокером (Walker, F., 1805—1879) под первоначальным названием Cicada plaga.
Близкий вид Psaltoda mossi имеет сходство с P. plaga по цвету и коричневатым крыльям, но обладает выступающим постклипеусом и крупным 3-м абдоминальным тергитом, сближающие с P. flavescens. Psaltoda harrisii также обладает некоторым сходством, но он мельче и у него отсутствует коричневая окраска крыльев.
Филогенетические взаимоотношения внутри рода Psaltoda остаются неясными.

## Хищники
Среди хищников, которые были отмечены, поедающими чёрную цикаду Psaltoda plaga замечены следующие виды: Крикливый монах,
Синеухий медосос, Manorina melanocephala, Anthochaera chrysoptera, Anthochaera carunculata) (Медососовые), Сероспинная флейтовая птица, Cracticus nigrogularis (Ласточковые сорокопуты), Grallina cyanoleuca (Монархи), Австралийский ворон (Врановые),
Белощёкая цапля (Цаплевые), Дымчатый лягушкорот (Козодоеобразные), ящерицы Pogona (Агамовые) и песочная оса Exeirus (Gorytini, Bembicinae), которая жалит и парализует жертву.